# Twisted (comédie musicale)
Pour les articles homonymes, voir Twisted (homonymie).
Twisted: The Untold Story of a Royal Vizier (Tordue: L'Histoire inédite d'un vizir royal) est une comédie musicale avec une musique d'A. J. Holmes, des paroles de Kaley McMahon, un livret de Matt Lang, Nick Lang et Eric Kahn Gale, et réalisé par Brian Holden. Elle a été produite par StarKid Productions.
La comédie musicale parodie le film Aladdin produit par les studios d'animation Walt Disney ainsi que la Walt Disney Company en général, racontant l'histoire du point de vue de Ja'far, le vizir royal. Elle fait plusieurs clins d'œil et hommages à Wicked, qui raconte de la même manière un conte populaire du point de vue du méchant.
Twisted a ouvert ses portes au Greenhouse Theatre à Chicago le 4 juillet 2013 et a fermé ses portes le 28 juillet 2013. La production originale a été réalisée par Brian Holden. Le groupe a mis l'intégralité de la comédie musicale sur YouTube le 27 novembre 2013. L' enregistrement de la comédie musicale a fait ses débuts à la 63e place du classement américain iTunes Top 100 des albums,.

## Distribution et personnages
| Personnage                   | Production Originale de Chicago 2013 | Feinstein's/54 Below Concert 2014                                |
| ---------------------------- | ------------------------------------ | ---------------------------------------------------------------- |
| Ja'far                       | Dylan Saunders                       | A. J. Holmes                                                     |
| Princesse                    | Rachel Soglin                        | Andréa Ross                                                      |
| Aladdin                      | Jeff Blim                            | Jeff Blim                                                        |
| Prince Ahmed                 | Joe Walker                           | Rebecca Spigelmann Holly Grosman Georges Salazar Tyler Brunsmann |
| Sultan / Djinn               | Nick Gage                            | Rebecca Spigelmann Holly Grosman Georges Salazar Tyler Brunsmann |
| Capitaine                    | Jim Povolo                           | Rebecca Spigelmann Holly Grosman Georges Salazar Tyler Brunsmann |
| Sherrezade                   | Meredith Stepien                     | Rebecca Spigelmann Holly Grosman Georges Salazar Tyler Brunsmann |
| Singe / Ensemble             | Laurent Lopez                        | Rebecca Spigelmann Holly Grosman Georges Salazar Tyler Brunsmann |
| Oiseau / Ensemble            | Denise Donovan                       | Rebecca Spigelmann Holly Grosman Georges Salazar Tyler Brunsmann |
| Sorcière des mers / Ensemble | Jaime Lyn Beatty                     | Rebecca Spigelmann Holly Grosman Georges Salazar Tyler Brunsmann |
| Ensemble                     | Robert Manon Alex-Paul               | Rebecca Spigelmann Holly Grosman Georges Salazar Tyler Brunsmann |

## Développement
Twisted a été entièrement financé via une campagne Kickstarter lancée par les créateurs Matt Lang, Nick Lang et Eric Kahn Gale. La campagne a débuté avec un objectif de collecte de fonds de 35 000 $ et a fini par recueillir 142 564 $.